# Saint-Agrève
Saint-Agrève är en kommun i departementet Ardèche i regionen Auvergne-Rhône-Alpes i sydöstra Frankrike. Kommunen ligger  i kantonen Saint-Agrève som ligger i arrondissementet Tournon-sur-Rhône. År 2022 hade Saint-Agrève 2 300 invånare.

## Befolkningsutveckling
Antalet invånare i kommunen Saint-Agrève
Referens: INSEE

## Galleri

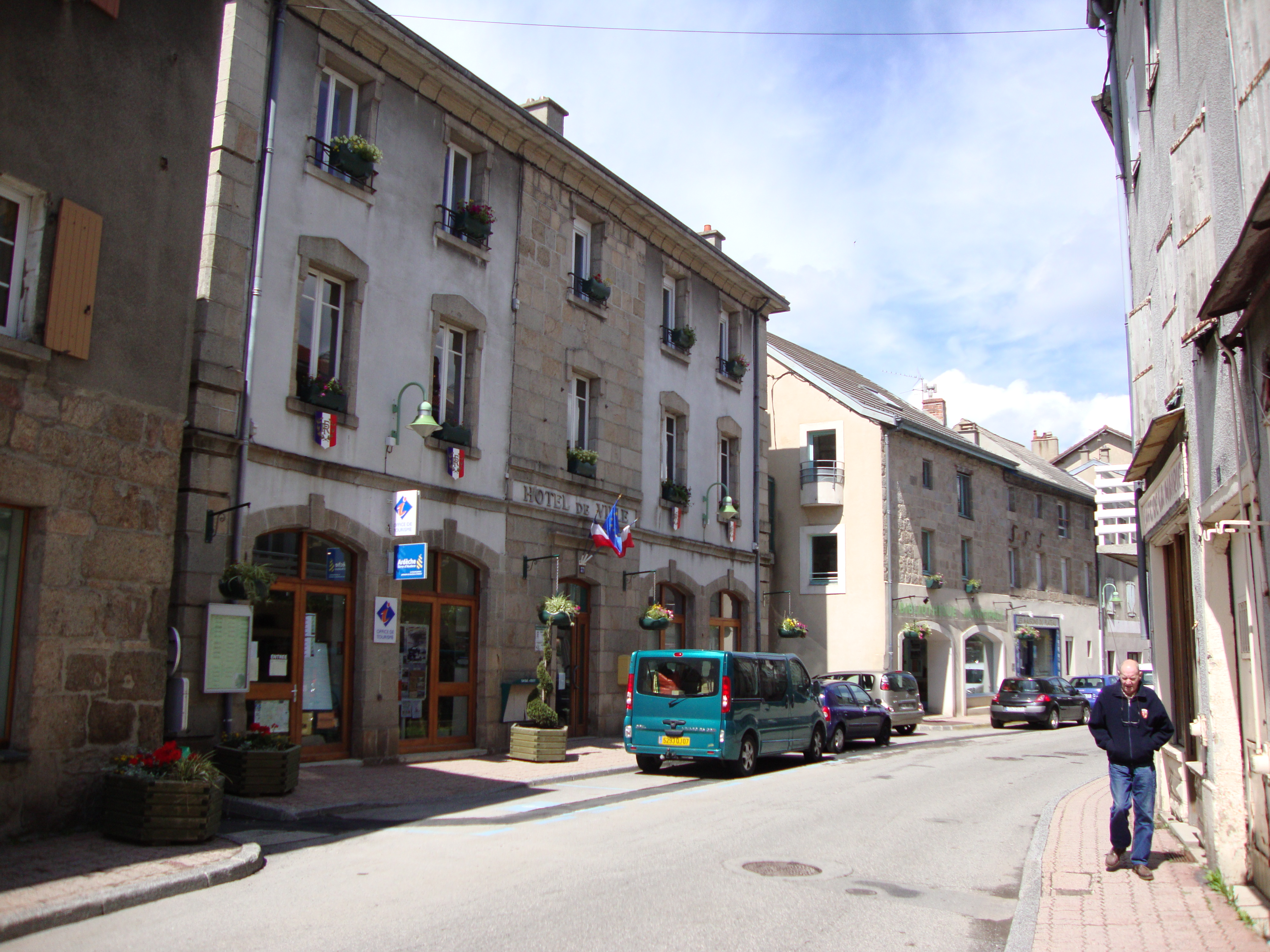
Rådhuset
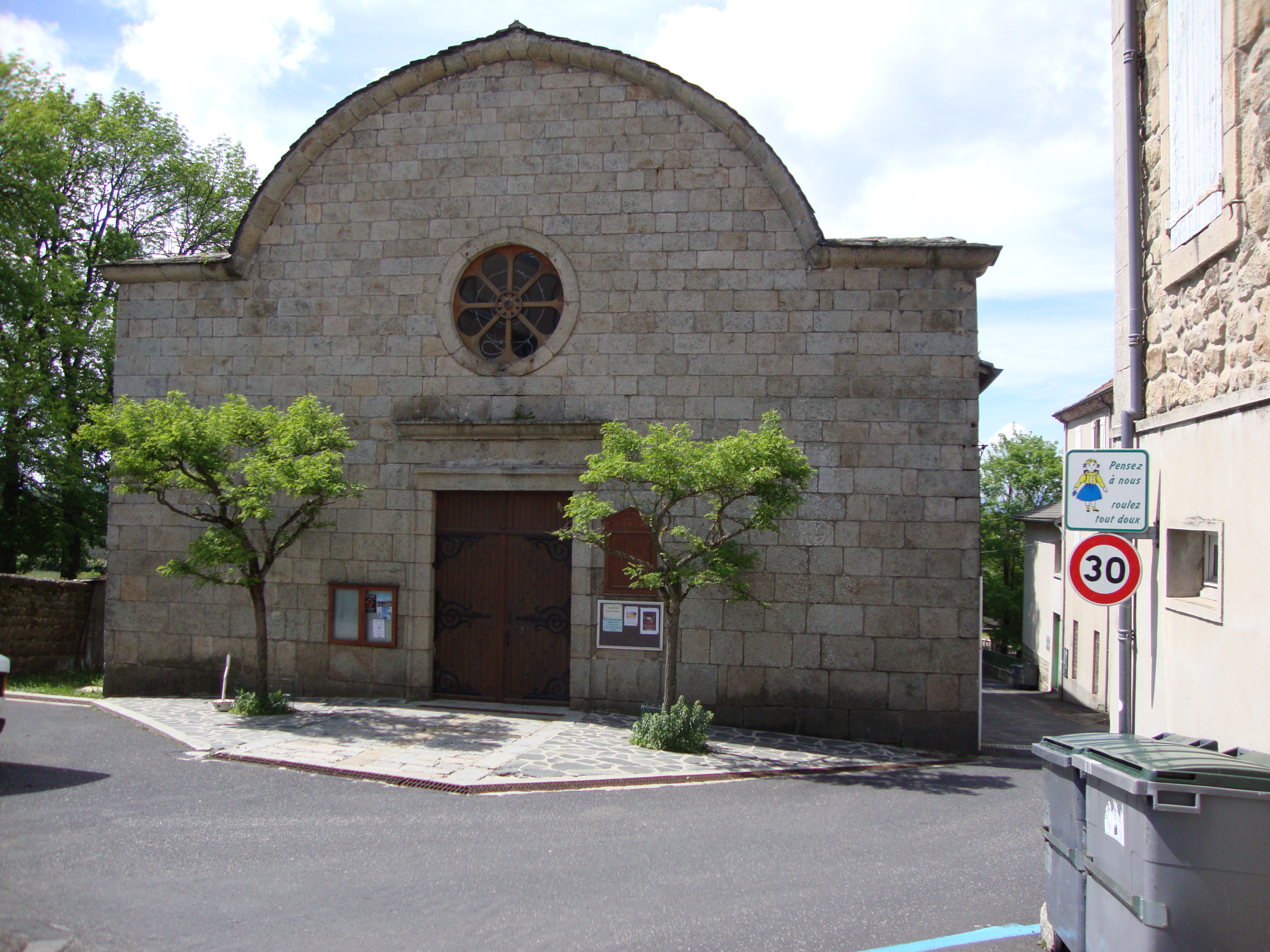
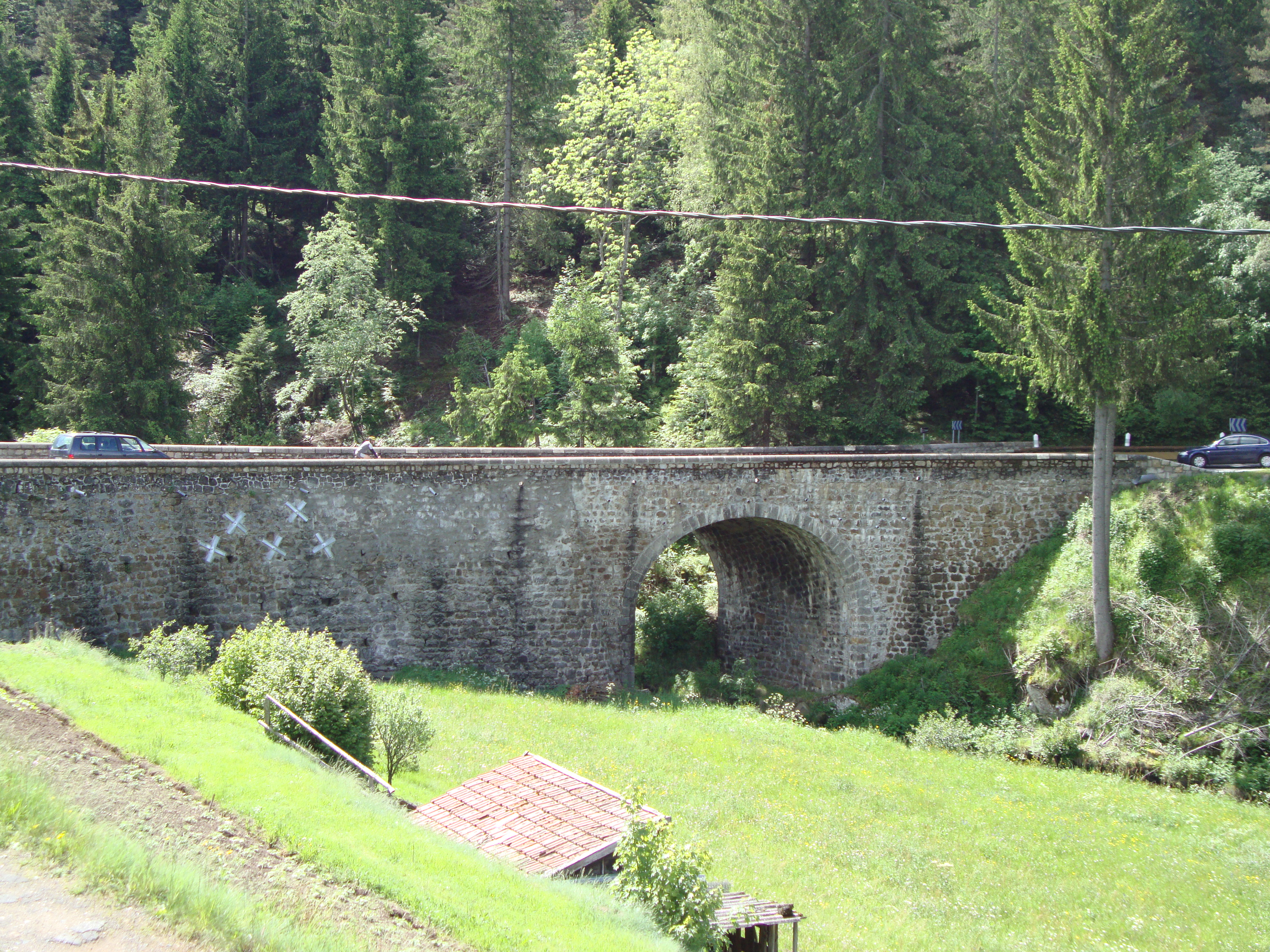
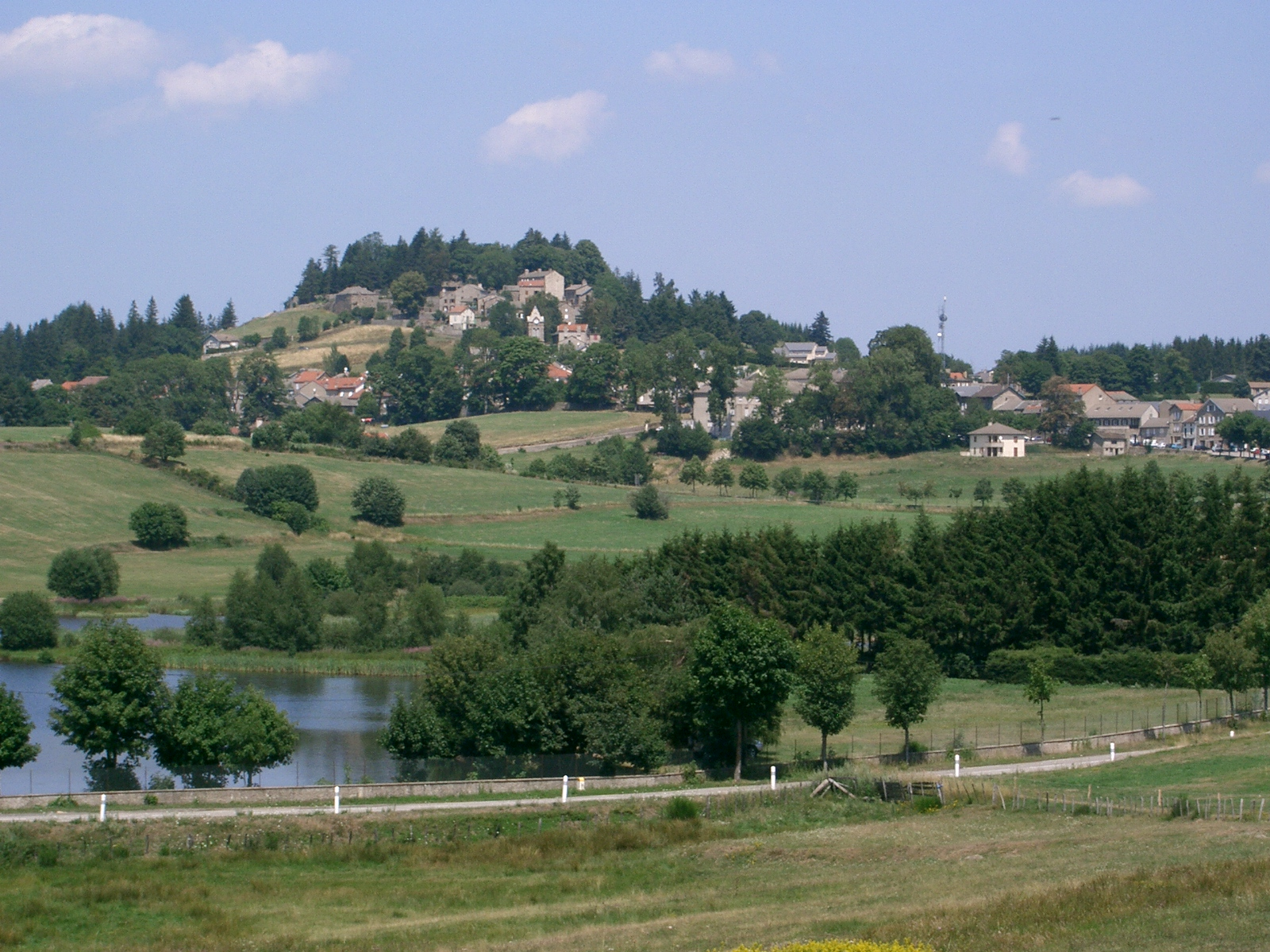
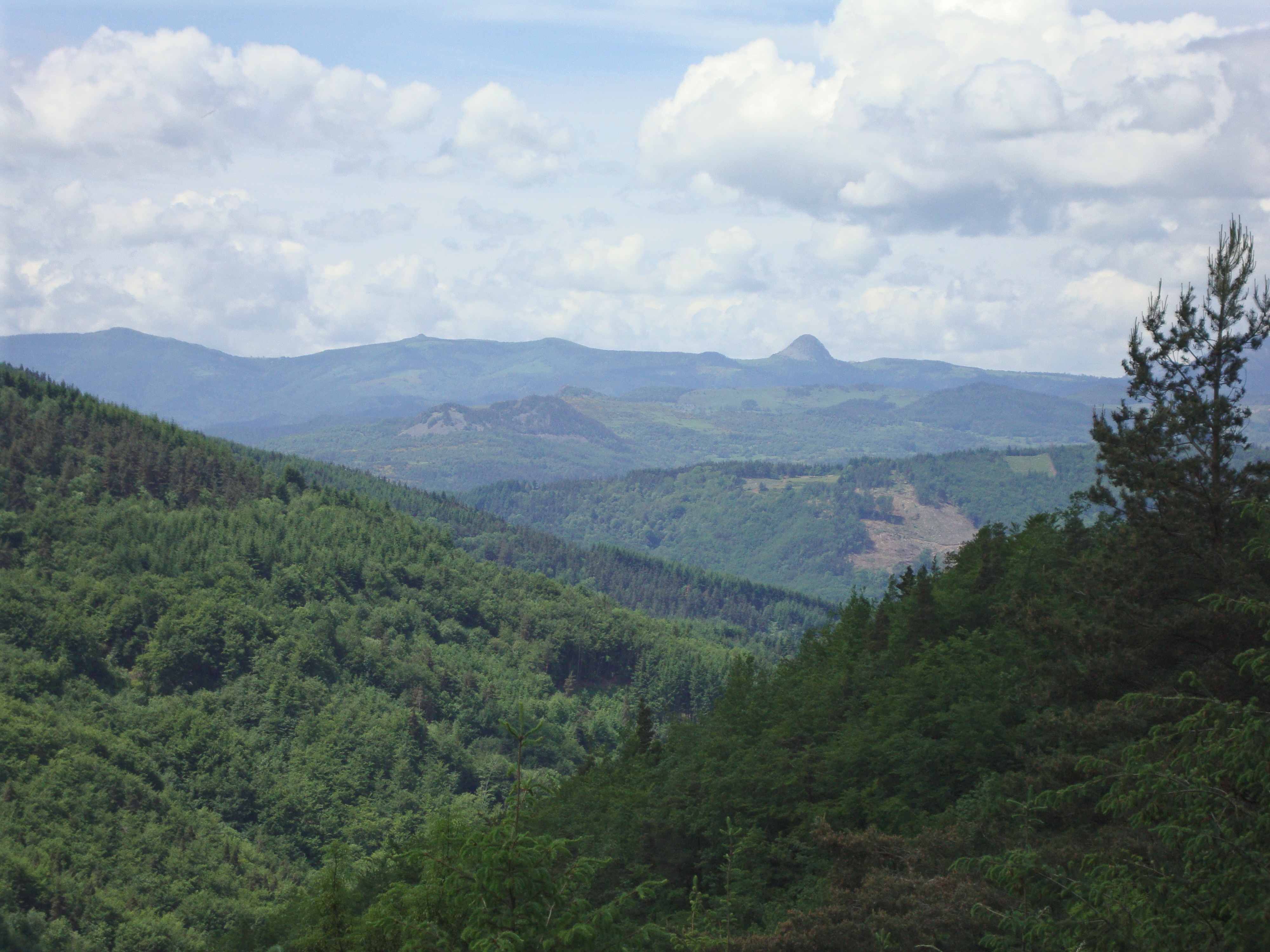